# Sophie Polkamp
Sophie Polkamp (Groninga, 2 de agosto de 1984) es una exjugadora neerlandesa de hockey sobre césped.

## Trayectoria
Polkamp tuvo su debut olímpico en Pekín 2008. En su primer juego olímpico derrotó a China en la final del torneo y obtuvo la medalla de oro. En Londres 2012 volvió a llegar a la final y venció a Argentina para obtener el oro olímpico.